# Europa (canción)
«Europa» es una canción interpretada por la cantante española Mónica Naranjo. Fue escrita por ella con la ayuda de José Manuel Navarro, Cristóbal Sansano, Iván Torrent y Jordi Garrido. Producida por Chris Gordon y Dave McClean, componentes del grupo de electro-rock Union Of Knives, "Europa" fue lanzada el 18 de marzo de 2008 como el primer sencillo de su sexto álbum de estudio, Tarántula, también lanzado en 2008.

## Lista de canciones
- EP

1. "Europa" – 6:17
2. "Europa" (Radio Edit) – 3:52
3. "Europa" (Remix) – 5:52

## Historia
No podría haberse escogido mejor canción para escenificar el retorno de Mónica Naranjo a la actualidad musical. “Europa” representa toda la esencia de la artista, tanto en producción musical, como en letra.
De ese embrión de proyecto se estaban encargando Iván Torrent y Jordi Garrido, junto con la propia Mónica, además de la sempiterna supervisión de Cristóbal Sansano. Era una época convulsa en la que Mónica estaba presionada por la antigua dirección de Sony Music, que le pedía un disco de pop-dance comercial, pues con la grave crisis de la industria de la música y la compleja reestructuración de la empresa no había lugar para correr riesgos con proyectos novedosos como el que Mónica proponía.
Finalmente ninguna de las partes accedió y el germen de “Europa” se congeló por un tiempo, (editándose un recopilatorio “Colección privada” con el que Mónica daba por terminado su contrato con Sony). Después, a principios de 2007 se retomó ese germen que ya había nacido unos años antes pero dándole un giro radical a la idea inicial. Mónica llamó al letrista José Manuel Navarro para que imprimiera su personal sello (como ya hizo en “Minage”), creó Alaia Productions junto con Cristóbal y buscó junto con su equipo a nuevos talentos que dieran a la canción el estilo que hoy conocemos.
Los encargados de la producción fueron Chris Gordon y Dave McClean, dos escoceses componentes del grupo de rock electrónico conocido como los Union Of Knives, en la actualidad ya extinto. El sonido maduró lo bastante como para enfocarlo a una atmósfera oscura, densa, melodramática y excesiva, que bebía de fuentes tan dispares como la música gótica, la ópera, el tango, la música electrónica, el dance y el rock. 
Cuando se publicó, media España cayó bajo el embrujo de una letra que habla del poder de la esperanza y de la capacidad de regeneración del ser humano, a pesar de las dificultades de la vida. Como era de esperar, el retorno al panorama musical nacional de Mónica Naranjo se saldó con seis semanas seguidas en el primer puesto de ventas de sencillos en España.
El videoclip de esta canción fue dirigido por Juan Marrero,(vestuario de Chaumen) y en él podemos ver diferentes ambientaciones que tienen más o menos que ver con la temática de la letra: la historia de una diva cuya carrera se ve destruida, como Europa por la guerra, las bombas y las ambiciones humanas, pero que ambas resurgen de sus cenizas cual ave Fénix; Mónica aparece entre las sombras de un ruinoso escenario donde en el pasado recibía los aplausos y la gloria, como diva en medio de los escombros de un brillante pasado, también como una mujer en crisis de locura con camisa de fuerza, o al frente de un ejército de soldados sin rostro... de algún modo es el reflejo de su propia historia personal y el reflejo de la historia de la Europa devastada tras la 2ª Guerra Mundial, una carrera como cantante a punto de desaparecer por un mundo de la industria musical en decadencia, crisis y mala gestión pero que levanta de nuevo el vuelo con “Tarántula” al igual que la Europa convertida en escombros por las bombas vuelve a brillar hoy con gloria renovada.
Sony BMG fue finalmente quien se hizo con la distribución del álbum (también la Warner y Universal querían hacerse con ella) y del “maxisingle” de "Europa", una canción por la que la compañía le recriminaba a Mónica que era muy larga, por durar más de 6 minutos, la posición de la artista fue clara: “dura lo que tiene que durar, ni más ni menos”.

## Europa como sencillo
El maxisencillo se puso a la venta el 18 de marzo de 2008. Fue mezclada por Chris Gordon y Stephen Fitzmaurice, reputado ingeniero de mezclas en cuyo currículum figuran artistas de la talla de Seal, Tina Turner, Kylie Minogue y Depeche Mode, entre muchísimos otros. Este sencillo contiene la versión completa de "Europa" (no hay que confundirla con la incluida en el álbum, la cual contiene una introducción y cuyo final va enlazado con la siguiente pista del disco), una versión más corta (eliminando los 2 minutos de la parte lírica inicial de la canción) para radios y una remezcla realizada por Juan Belmonte que fue uno de los componentes de Pumpin' Dolls.
Además de la remezcla de Juan Belmonte, existen otras cuatro más, dos realizadas por David Ferrero (excomponente de ASAP), una por DJ Lucan y otra por Carlos Jean. La primera se ha editado como bonustrack del maxisingle de Amor Y Lujo, y la segunda dentro de la Edición Especial Limitada de Tarántula, la tercera en la edición especial digital de Stage y la última permanece inédita a la espera de ser publicada como futura Cara B. 
"Europa" debutó en la máxima posición de la lista de sencillos más vendidos en España, puesto en el que se mantuvo durante seis semanas. Hasta octubre de 2008 ha acumulado un total de 20 semanas en dicha lista. En México logró alcanzar la posición 30 entre las canciones más escuchadas.

## Presentaciones en directo
Mónica ha interpretado "Europa" en directo en cuatro de sus giras musicales:Tarántula Tour (2008), Adagio Tour (2009-2010), Ídolos en Concierto (2013) y 4.0 Tour (2014). En Tarántula Tour la canción fue la penúltima del repertorio. Mónica utilizó un antifaz que se quita a medida que se iba desarrollando la canción y llevó un vestido negro.

## Usos
En 2015, el conjunto español de gimnasia rítmica usó la canción en su ejercicio de 5 cintas. Entre otros logros, el conjunto español consiguió ese año la medalla de bronce en el concurso general del Campeonato Mundial de Stuttgart, siendo integrado por las gimnastas Sandra Aguilar, Artemi Gavezou, Elena López, Lourdes Mohedano y Alejandra Quereda, además de Lidia Redondo como suplente.